# Chen Yongyan
Chen Yongyan (Wuzhou, Guangxi, China, 19 de octubre de 1962) es una gimnasta artística china, especialista en la prueba de la viga de equilibrio con la que ha logrado ser subcampeona mundial en 1981.

## 1981
En el Mundial de Moscú 1981 gana la medalla de plata en la viga de equilibrio, quedando situada en el podio tras la alemana Maxi Gnauck, y por delante de las estadounidense Tracee Talavera y china Wu Jiani. También consiguió la medalla de plata en el concurso por equipos.

## 1984
En los JJ. OO. de Los Ángeles gana el bronce en el concurso por equipos, tras Rumania y Estados Unidos, siendo sus compañeras de equipo: Huang Qun, Ma Yanhong, Wu Jiani, Zhou Ping y Zhou Qiurui. 